# Jeff Fisher (réalisateur)
Pour les articles homonymes, voir Jeff Fisher et Fisher.
Jeff Fisher est un producteur, réalisateur et scénariste américain né en janvier 1968 à Hollywood, Floride (États-Unis).

## Filmographie

### comme producteur
- 1998 : Airtime
- 2003 : Miami Undercover (en) (série télévisée)

### comme réalisateur
- 1996 : Garage Sale
- 1998 : The Real World/Road Rules Challenge (en) (série télévisée)
- 1999 : Angels, Baby!
- 2002 : Sorority Life (en) (série télévisée)
- 2003 : Meet the Greeks Sorority Fraternity (TV)
- 2003 : The Real World/Road Rules Battle of the Sexes (en) (série télévisée)
- 2003 : Real World/Road Rules Challenge: The Gauntlet (en) (série télévisée)
- 2003 : Merge (série télévisée)
- 2003 : The Simple Life (série télévisée)
- 2004 : The Ultimate Love Test (série télévisée)
- 2004 : The Assistant (série télévisée)
- 2004 : The Real World/Road Rules Challenge: Battle of the Sexes 2 (en) (série télévisée)
- 2004 : You've Got a Friend (série télévisée)
- 2013 : La Dernière Prétendante (Killer Reality) (TV)

### comme scénariste
- 1999 : Angels, Baby!
- 2003 : The Simple Life (série télévisée)